# Mortal Kombat II (videójáték)
A Mortal Kombat II 1993-as verekedős játék, ami a Mortal Kombat-sorozat második része.

## Sztorivonal
Liu Kang és az emberek győzelmét követően, Shang Tsung a boszorkánymester könyörög a Külső Világ császárának, a hatalmas Shao Kahn-nak, hogy kímélje meg az életét. Kitalál egy tervet, ami azt takarja, hogy rendezzenek egy Új Tornát, amire az összes földi harcost meghívnák. Egy ilyen kihívást az Idősebb Istenek által lefektetett szabályok értelmében nem lehetett visszautasítani. Shao Kahn rövid megfontolás után elfogadta a varázsló tervét.Visszaadta Tsung fiatalságát, hogy az még jobban tudja szolgálni őt az új Tornán. A helyszín és az előnyök Shao Kahn-nak fognak kedvezni, így elérheti, hogy ő győzzön és így leigázza a Földet.

## Játékrendszer
A Mortal Kombat II-t több helyen is továbbfejlesztették, például a guggolás közbeni ütést. A visszatérő karakterek új képességeket és mozgást kaptak, valamint a fatality rendszer is nagy átalakításon ment keresztül, több elemet is beleraktak, valamint a helyzet adta lehetőségeket is alkalmazta. Még ennek ellenére is megmaradt az a hiba, hogy néhány karakternek ugyanolyan a mozgása és itt is feltűnt hogy a felütés során mindegyik szereplő ugyanúgy mozog. Mint az első részben, itt is a kinézet, a különleges képességek és a kivégzések voltak a megkülönböztető tényezők a szereplőknél. A játékmenet viszont felgyorsult és sokkal jobb lett, mint az első rész esetében.
A harcok menete nem változott. A játékos egy mérkőzés során két meneten küzd az ellenféllel és akkor nyer, ha annak lefogyasztja az életerő csíkját. Majd egy ha akar, beüt egy fatality kombinációt. Forradalmasodott a kivégzőrendszer, hogy a játékba bekerültek a Babalityk (az ellenfelet csecsemővé változtatja egy füstfelhő kíséretében), a Friendshipek (Barátság, mikor az ellenfelet nem végzi ki, hanem egy humoros dolgot csinál) és a speciális Fatalityk (Stage Fatality, amikor a pálya elemeit használva végzi ki az ellenfelet) amik nagyban növelték a pontszámot.
A második részben több a játszható karakter is. A téma és a játék stílusa valamivel sötétebb mint a korábbi részé, de nagyfokú színskálát alkalmaztak a fejlesztők. A grafika sokkal gazdagabb színskálát használ. A Mortal Kombat II eltér az elődje szigorú keleti témájától, bár azért a stílus fellelhető a zenében és a szereplőkben. Valamint a játék kissé komolytalanabb, humorosabb.

## Karakterek

### Új karakterek
- Baraka – Nomád Tarkatan fővezér, aki felelős a Shaolin templom elleni támadásért.
- (Jax) Jackson Briggs – Az Egyesült Államok különleges erőinek a tagja, aki azért vesz részt a Tornán, hogy megmentse Sonya Blade-et a Külső Világból.
- Kitana – Sindel (Edenia királynője) elveszett lánya, akit Shao Kahn elrabolt és a Külső Világba vitt. Segít a Földi harcosoknak, hogy győzzenek.
- Kung Lao – Shaolin szerzetes (a Nagy Kung Lao leszármazottja) és Liu Kang közeli barátja, aki meg akarja torolni a Shaolin templomban történt mészárlást.
- Mileena – Kahn első számú bérgyilkosa és egyben Kitana klónja, Tarkatan jellemvonásokkal.
- Sub-Zero – Az eredeti Sub-Zero öccse, akit azért küldtek, hogy megölje Shang Tsung-ot.

### Visszatérő karakterek
- Johnny Cage – hollywoodi színész, aki csatlakozik Liu Kang-hez a Külső Világba.
- Liu Kang – Shaolin szerzetes, aki a Mortal Kombat bajnoka is egyben, elindul a Külső Világba, hogy bosszút álljon a halott szerzetesekért.
- Raiden – A villám istene, aki visszatér a tornán, hogy megállítsa Shao Kahn-t.
- Reptile – Shang Tsung testőre.
- Scorpion – Élőhalott kísértet, aki visszatér a tornára, hogy megölje Sub-Zero öccsét.
- Shang Tsung – Gonosz boszorkány, aki bukása után könyörög Shao Kahn-nak, hogy hagyja meg az életét és kieszel egy tervet, amivel leigázhatják a Földet. Kahn ezután visszaadja Tsung fiatalságát, hogy erősebben tudjon harcolni.

### Fő ellenfelek
- Kintaro – Kahn testőre, akit azért küldött a tornára, hogy megtorolja Goro vereségét és halálát.
- Shao Kahn – A Külső Világ császára, aki bármi áron le akarja igázni a Földet.

### Rejtett karakterek
- Jade – Kitana testőre.
- Noob Saibot – Sötét körvonalas nindzsa, aki egy "elveszett szereplő" az első MK Tornából. Ő a Mortal Kombat I Sub-Zerója, akit Scorpion megölt, de Quan Chi feltámasztotta.
- Smoke – Egy szürke füstölgő nindzsa.

### Hiányzó és híresztelt karakterek
- Sonya és Kano: Kahn arénájában tűnnek fel leláncolva.
- Kano Transformation: A híresztelések szerint Shang Tsung alakváltó képességén keresztül előhívható karakter, de ez csak egy tréfa a fejlesztők részéről, hogy ösztönözzék a játékost a minél több játszásra, keresvén a nem létező jelenséget.
- Hornbuckle: A Pit II pálya hátterében lehet látni egy "zöld nadrágos Liu Kang"-et, akire a rajongók ráragasztották a Hornbuckle nevet. Ezt az indokolja, hogy a játék SNES verziójában, harc előtt, Jade megjelenik és a következő kérdést teszi fel: HORNBUCKLE WHO?

(Az utalás eredetileg a Midway egyik női alkalmazottjára irányul eredetileg, akinek Leanne Hornbuckle a neve.)
- Blaze: A Pit II hátterében álló "lángoló Liu Kang", kire a Torch nevet ragasztották rá a rajongók, de jogi okok miatt hivatalosan is Blaze lett a neve.
- Scarlet: Valójában nem egy karakter, hanem egy jelenség, mely során Kitana kék színű ruhája pirosra változik.
- Ermac (Error Macro): Egy hibajelenség, mely során Scorpion pirosra változik egy hiba folytán. Ugyanakkor Ed Boon elmondása szerint Ermac nem karakter, hanem egy program, melyet Ed Boon írt hiba-kiküszöbölés végett.
- Emerald: Mileena-kinézetű női nindzsa, aki – nevéből eredően – smaragdzöld (angolul emerald) színű ruhában van.
- Red Robin: Egy teljesen piros és gyors nindzsa a híresztelés szerint.
- Goro: Ugyancsak híresztelések szerint ő is előhívható karakter Shang Tsung alakváltó képessége segítségével.

## Történet

### A kihívás
Shang Tsung, a külső világi császár, Shao Kahn legfőbb varázslója elvesztette az utolsó Halálos Viadalt, és ezzel 500 év munkája veszett kárba a császár számára. Shao Kahn dühödt volt, amikor Tsung a színe elé járult, hogy jelentse a bukását. A varázsló tudta, hogy Kahn azon nyomban meg fogja ölni, hacsak nem áll elő egy tervvel, amivel ura is egyetért. Szerencséjére ő már sokkal a Torna előtt készen volt egy ilyen tervvel.
Tsung meggyőzte a császárt, hogy rendezzenek egy viadalt a Külső Világban, amire meghívják az összes jelentős földi harcost. Egy ilyen kihívást az Idősebb Istenek által lefektetett szabályok értelmében nem lehetett visszautasítani. És a Tornán Tsung szerint remek alkalmuk nyílhatott arra, hogy megölhessék az ellenséges birodalom legjobb harcosait, akik így többé nem jelenthetnének akadályt a terveiknek. Shao Kahn rövid megfontolás után elfogadta a varázsló tervét és intézkedéseket hozott a megvalósítására.Visszaadta Tsung fiatalságát, hogy az még jobban tudja szolgálni őt az új Tornán.
Először is kiküldött egy csapat harcost a Földre, hogy támadják meg a Fény Rendjének templomát és a Wu Shi Akadémiát. Ezzel egyrészt megakadályozta, hogy a rendből ne emelkedhessen fel még egy harcos, aki győzhetne a Tornán, másrészt okot adhatott a bajnoknak, Liu Kangnek, hogy eljöjjön a Külső Világba. Tsung megnyitott egy átjárót a másik birodalomba, amin átküldött egy csapat tarkata harcost a nép egyik vezetőjének és Shao Kahn egy generálisának, Barakanak az irányításával. A tarkatan sereg betört mindkét helyszínre és megölt minden egyes ott talált embert. A Fény Rendjét és a Fehér Lótusz Társaságot ezzel gyakorlatilag kiirtották.
A Tornáról hazatérő Liu Kang nem sokkal a mészárlás után érkezett vissza otthonába. Meglátva testvéreinek holttestét, bosszút esküdött Shang Tsung és Shao Kahn ellen. Viszont haragját nem tudta csillapítani, mivel a birodalmak közti átjárók elvileg még mindig le voltak zárva, legalábbis a Földről egy sem nyílt a Külső Világ felé. Így a bajnok egyelőre nem tudott tenni semmit, csak készülni a harcra a császár ellen. Dühével azonban nem volt egyedül, mivel a mészárlásoknak volt egy túlélője: Kung Lao, aki névrokonának, a nagy Kung Laonak volt az utolsó leszármazottja. Ő épp az akadémián kívül tartózkodott a támadás alatt, ezért maradt életben. Bár a béke és a shaolin értékek elkötelezett híve volt, ő sem hagyhatta megtorlatlanul a tarkaták tettét, ezért csatlakozott Kanghez annak bosszúhadjáratában.
Mivel a legfőbb rivális részvétele immár biztosítottá vált, Shao Kahn bejelentette az Idősebb Isteneknek kihívásának szándékát, akik elfogadták azt. Visszaküldték Raident a földre, hogy gyűjtse össze a harcosokat akik képviselik majd a Földi Birodalmat az új, Külső Világban rendezett Halálos Viadalon, ahol magával Shao Kahnnal kell majd végül megmérkőzniük.

### Az érkezés
A Földi Birodalom Kiválasztott Harcosai már megérkeztek a Torna helyszínére, köszönhetően Raidennek. Liu Kang, Kung Lao és Johnny Cage az érkezésük és a viadal közti pár napot edzéssel és az ismeretlen világ megismerésével töltötték, később csatlakozott hozzájuk Jax is. A Külső Világban való tartózkodásuk alatt senki se mert az ottani harcosok közül rájuk támadni, mivel ezt maga a császár tiltotta meg nekik. Ennek természetesen megvolt a maga oka: ezt a Tornát maguk az Idősebb Istenek felügyelték, akik mindent láttak, ha úgy akarták, és a viadal idején úgy akarták. Shao Kahn nem akart kockáztatni, a harcosokat mindenféleképp a Halálos Viadal keretei között kellett megölnie, ha valaha meg akarta még szerezni a Földet. Soha senki sem tudta még őt harcban legyőzni, ezért elég biztos volt magában, hogy ővé lesz az utolsó szó.
Nem csak a Kiválasztott Harcosok érkeztek azonban a Földről. A Lin Kuei, miután megtudta, hogy az ügynökük, Sub-Zero elbukta a küldetését, aminek Shang Tsung likvidálása volt a célja, kiküldött két újabb harcost, hogy végezzék el a feladatot. A Lin Kuei addig még minden egyes megbízást teljesített, ezért nem hagyhatták, hogy a legjobb emberük halála megakadályozza a klánt a küldetés befejezésében. A két kiküldött harcos egyike nem volt más, mint Sub-Zero öccse, aki megkapta halott bátyja kódnevét, ő lett az új Sub-Zero, az ötödik a klán történetében. Kísérője a legjobb klánbéli barátja, a titokzatos nindzsa, Smoke volt.
Bár nem tudták, hogy hol találhatnák meg a célpontjukat, a klán nem ismert kegyelmet, mindenféleképpen folytatniuk kellett a küldetésüket. Szerencséjükre megtudták, hogy Shao Kahn újabb Tornát rendez a Külső Világban és hogy a viadalon részt vesz a célpontjuk is. Elmentek a legközelebbi átjáróhoz, amivel abba a birodalomba juthattak. Klánjuk már régóta tudott ezek létezéséről, állítólag már többször végeztek is küldetéseket külső világi személyeknek. Az átjárók akkor már újra meg voltak nyitva, köszönhetően az Idősebb Isteneknek, akik azért nyitották ki őket, hogy azok a harcosok is eljuthassanak a Földről a Külső Világba, akik nem lettek kiválasztottak, de attól még meg akarják mérettetni magukat. Így jutott el a két barát a Külső Világba, ahol Sub-Zero jelentkezett a viadalra, Smoke viszont csendben elrejtőzött, hogy ő meg kívülről meglepetésként tudjon majd rátámadni Tsungra.
Kitana hercegnő szintén részt vett a Tornán. Nevelőapjának azt mondta, hogy ez kiváló alkalom a számára, hogy megölhessen pár földi harcost a császár nevében, valójában azonban fel akarta venni azokkal a kapcsolatot, különösen a bajnokkal, Liu Kanggel, akiben a legnagyobb reményt látta apja hatalmának megdöntésére. Ál-ikertestvére szintén jelentkezett a Tornára, hogy szemmel tarthassa „nővérét”. Csatlakozott hozzá a szeretője, Baraka is, Kung Lao és Liu Kang legnagyobb örömére. A két szerzetes bosszút akart állni rajta a társaik lemészárlásáért. Társaságuk utolsó tagja, Jade is követni akarta őket, a császár viszont megállította, és megparancsolta neki, hogy titokban figyelje meg a földi harcosokat, hogy a megszerzett információk segítségével minél jobb tervet eszelhessenek ki ellenük.
Nem Jade volt az egyedüli a külső világiak közül, akit kémkedni küldtek a Tornára. Az egyik résztvevőnek is ez volt a feladata. Ő volt Reptile, Shang Tsung hű szolgája, egyike az utolsó szaurinoknak, a Zaterrai Birodalom egykori lakosainak. Reptile már az előző viadalon is ott volt megbújva az árnyékok közt és figyelte a földieket, de akkor még nem vett részt a harcokban. Most viszont sikerült kikönyörögnie gazdájától hogy részt vehessen a viadalon vérszomját kielégítendő.
Az utolsó jelentősebb külső világi Kintaro volt. Gorohoz hasonlóan ő is a shokanok fajához tartozott, bár ő nem volt királyi házból való. Már évszázadok óta vezette Shao Kahn egyik hadseregét, amikor meghallotta, hogy mi történt Goroval. Kintaro, aki fajtársaihoz hasonlóan alapvetően hűséges volt az uralkodójához, a mindenkori shokan királyhoz és családjához, a Goro állítólagos halálhírét hallva azonnal jelentkezett a császáránál, hogy az engedje őt részt venni a viadalon, hogy megbosszulhassa Gorot. Shao Kahn örömmel tett eleget kérésének, tudta hogy Kintaro legalább olyan veszélyes harcos, mint Goro volt.
A Föld és a Külső Világ közti összecsapásnak volt két olyan résztvevője is, akik egyik birodalomnak se voltak a lakosai. Az egyikük Scorpion volt, aki csodálkozva vette tudomásul, hogy Sub-Zero újra részt vesz a Tornán. Mivel még régen a halálakor azért adta el a lelkét örökre a túlvilágra kötve azt, hogy bosszút állhasson saját és klánja gyilkosain, így az akkori egyezség értelmében szabadon távozhatott ismét.
A másik Árnybirodalmi résztvevő minden ízében maga volt a megtestesült titokzatosság. Senki sem tudott róla semmit, még a nevét se. A tetőtől talpig fekete harcos valójában Noob Saibot volt, a Shinnokhoz hű Árnyéktestvériség egyik legújabb, ám leghalálosabb tagja. Noob az idősebb Sub-Zero, akit az első tornán megöltek, de Quan Chi feltámasztotta. Azért küldték el oda, hogy kémkedjen az aktuális helyzetről mesterei, Quan Chi és Shinnok számára. Parancsai értelmében minden információt megszerzett amit csak tudott, ám amikor Sub-Zero nem sokkal a viadal kezdete előtt jelentkezett a Tornára, Noob Saibot hirtelen eltűnt, visszament az Árnyékbirodalomba…

### A Külső Világban
A harcosok összegyűlése után Shao Kahn kihirdette a Torna kezdetét. A szabályok ugyanazok maradtak mint az egy évvel azelőtti viadalon, csak ezúttal a legjobb harcosra maga Shao Kahn várt. Ironikus módon a résztvevők közül egyedül két embernek volt az a célja, hogy legyőzze a császárt és ezzel megmentse a Földi Birodalmat: az új bajnoknak, Liu Kangnek és barátjának Johnny Cage-nek. Mindenki másnak egyéni tervei voltak. Baraka be akarta fejezni a Földön megkezdett munkáját és megölni Liu Kanget és Kung Laot. Jax ki akarta szabadítani az elrabolt Sonyát és letartóztatni Kanot. Kitana csatlakozni szeretett volna Liu Kanghez az apja elleni harcban. Kung Lao Baraka fejét akarta a társai megöléséért. Mileena remek alkalmat látott arra, hogy titokban megölje Kitanat; Reptile csak kémkedni jött. Scorpion be szerette volna végre teljesíteni a bosszúját Sub-Zeron, míg Sub-Zero ez alatt csak Shang Tsung likvidálására koncentrált, nem is tudott a nyomában lévő dühödt szellemről. Kintarot csak a vágy hajtotta, hogy bosszút álljon Liu Kangen Goroért. Shang Tsung pedig titokban reménykedett, hogy képes lesz még jobban kijönni a viadalból mint ahogy azt mindenki, még a császára is elgondolta.
Sub-Zero az első körben nem tudott Shang Tsung közelébe férkőzni, ezért kénytelen volt részt venni a saját harcán. A küzdelemnek szemtanúja volt Scorpion is, aki a csata végén meglepődve látta, hogy Sub-Zero megkíméli ellenfele életét. A szellem tudta, hogy régi ellensége ezt soha sem tette volna meg, ekkor jutott eszébe, hogy hallotta, hogy a régi Sub-Zeronak volt egy fiatalabb öccse. Odament a Lin Kuei-harcoshoz és annak legnagyobb megdöbbenésére levette annak maszkját. Ekkor bizonyosodott meg róla, hogy az tényleg csak az öccse volt a régi Sub-Zeronak. Mivel ottléte okafogyott lett, nyitott egy átjárót és visszatért az Árnyékbirodalomba. Sub-Zero felismerte Scorpiont, és szerette volna megkérdezni őt a bátyja eltűnésével kapcsolatban, de az túl gyorsan tűnt el. A ninja követte a szellemet az átjáróba, azonban átlépve azon nem látta sehol sem Scorpiont. Napokig bolyongott az ismeretlen világban Scorpiont vagy egy átjárót keresve. Eközben összefutott Noob Saibottal, akivel egy rövid harcba keveredett. A küzdelemnek gyorsan véget vetett Noob elmenekülése, viszont a távozása után Sub-Zero bizonytalan volt, mivel valami szörnyen ismerős volt neki a sötét harcosban...
A Noob Saibottal történt találkozás után Sub-Zero talált egy átjárót vissza a Külső Világba, mintha az árnyék direkt vezette volna el oda őt, hogy kijusson az Árnybirodalomból. Visszatérése után Sub-Zero egy káosz közepén találta magát. Felbukkanása után Raiden jelent meg előtte és azonnal egy, a Földre vezető portál felé irányította, így a ninja csak reménykedhetett, hogy amíg ő Scorpiont kereste, barátjának sikerült elintéznie a feladatukat.
Jax már az első naptól kezdve keveset törődött magával a Tornával. Minden szabadidejét azzal töltötte, hogy rájöjjön hol tartják fogva Sonyát és Kanot. Nem sokkal a Torna vége előtt próbálkozását siker koronázta, rájuk akadt Shang Tsung palotájának alagsorában. Miközben a végső csata zajlott, ő elintézte az őrséget és magával vitte a két foglyot. Visszatérve azonban ők is csak zűrzavart láttak mindenütt. Kano kihasználta ezt és elszökött Jaxtől és Sonyától, ám mielőtt azok üldözőbe vehették volna, Raiden őket is visszaküldte a Földre. Kénytelenek voltak beleegyezni, látva, hogy mi tart feléjük...
Kitana a viadal második napján, miután megbizonyosodott egy összecsapáson annak valódi képességeiről, felkereste Liu Kanget. Megmondta neki, hogy szeretne csatlakozni a Földi Birodalom harcosaihoz és hogy képes volna rengeteg információval szolgálni Shao Kahnnal kapcsolatban. Kang először természetesen nem akarta elhinni a hercegnő szavait, de a lelke mélyén érezte, hogy megbízhat benne. Gondolkodási időt kért, majd otthagyta Kitanat. Ekkor jelent meg a hercegnő előtt az állítólagos ikertestvére, aki megvádolta őt árulással. Ez remek alkalomnak mutatkozott Mileena számára, hogy végleg megszabaduljon gyűlölt testvérétől, rátámadt Kitanara. Mivel gyakorlatilag tényleg ikrek voltak, ezért a harcuk hosszan elhúzodott, közel egyforma erősek voltak. Végül Kitanának sikerült felülkerekednie és megölte Mileenat, de a harc őt is súlyosan kifárasztotta. Baraka a küzdelem végén bukkant fel és ezáltal szemtanúja volt szeretője halálának. Viszont nem ölte meg a legyengült Kitanat, mivel félt a császár haragjától, hiszen Kitana mégis csak az ő lánya volt. Ezért foglyul ejtette a hercegnőt, hogy a császár elé állíthassa a másik hercegnő, a testvére meggyilkolásának vádjával. Baraka ezután a Torna végéig Kitanaval maradt és őt őrizte. Így Kung Laonak sose adódott alkalma, hogy megbosszulhassa társai halálát.
Kung Lao és Johnny Cage is jól szerepeltek a Tornán, de a földiek legjobb harcosának ismét csak Liu Kang bizonyult. A shokan Kintaroval együtt ő haladt előre a leggyorsabban a viadalon. Harcmodora azonban láthatóan megváltozott: ezúttal már voltak olyan ellenfelei, akiket a küzdelem végén kivégzett, ellentétben az előző Tornával, ahol mindenkit életben hagyott. Kung Lao ekkor látta be, hogy társai lemészárlása mély nyomot hagyott Liu Kangben, akit ezentúl már nem lehetett igaz shaolin szerzetesnek tartani, mivel azok soha sem követnek el gyilkosságot. De a Fehér Lótusz egyetlen túlélője legalább abban nyugodt volt, hogy Liu Kang nem vált gonosszá, csak hajlandóvá arra, hogy világa védelmében akár öljön is.
Ahogy az már a Torna közepétől várható volt, a döntő küzdelmet Liu Kang és Kintaro vívta. Ők jutottak el a leggyorsasbban ilyen messzire. Akárcsak a Goro elleni harc, ez is igen megpróbáló volt Kang számára, de az egy évvel ezelőtti tapasztalatai és a bosszúvágy iránti eltökéltsége miatt végül legyőzte a shokant. Mivel túl fáradt volt és nem volt semmi nézeteltérése Kintaroval, Liu Kang nem ölte meg óriási ellenfelét. Azonban mikor elhagyta volna az arénát, Kintaro feléledt, és hátulról egy tűzlabdát akart dobni az óvatlan Kangre. Raiden, aki egyike volt a nézőknek, villámot szórt a shokanra, végleg elintézve azt. Ekkor már csak egy akadály volt a Föld szabadsága előtt: Shao Kahn.
A Kintaro bukása utáni napon került sor az utolsó összecsapásra a Halálos Viadal bajnoka és a Külső Világ császára közt. A küzdelmet, akárcsak az egész addigi Tornát, az Idősebb Istenek felügyelték, így Shao Kahnnak esélye sem volt a tisztességtelen harcra, de ő nem is nyúlt volna ilyen eszközökhöz. A császár ugyanis, annak ellenére, hogy a politikában és a csatamezőn előszeretettel alkalmazta a megtévesztést, a küzdőtéren nem tűrte meg azt, minden egyes ellenfelét tisztességes küzdelemben győzte le mióta csak megszerezte a birodalom irányítását. És mivel még soha sem akadt legyőzőre azóta, a legteljesebb nyugalommal lépett az arénába Liu Kang ellen.
Kanget azonban csakis két dolog hajtotta: hogy megszabadítsa a Földet Shao Kahn állandó támadásaitól és hogy bosszút álljon végre a Fény Rendjéért és a Fehér Lótusz Társaságért. Hihetetlen csatájuk során az ő elszántsága bizonyult jobbnak, és sikerült győzedelmeskednie Shao Kahn felett, bár a császár ahhoz túl erős volt, Kang meg túl legyengült ahhoz, hogy meg is ölje. Az Idősebb Istenek attól még őt hirdették ki győztesnek. A legyőzött császár haragjában ekkor megparancsolta a seregének, hogy öljék meg az összes földit. Ekkor szabadult el a pokol a viadal helyszínén...

### A menekülés
A földi harcosok egy egész külső világi sereggel néztek szembe. Egy olyan sereggel, ami ellen semmi esélyük se lett volna. Raiden ezért amilyen gyorsan csak tudott, nyitott egy átjárót, amin keresztül Kang, Lao és Cage is elmenekülhetett. Ők hárman voltak csak jelen az utolsó küzdelemnél. Pár percre rá jelent meg Sub-Zero az Árnyékvilágból, Raiden őt is visszaküldte. Tudta, hogy a ninja társa is ott van valahol, ám mielőtt érte mehetett volna, szembetalálkozott a Kanot üldöző Sonyával és Jax-szel. Ugyan azok folytatták volna a veszély ellenére is a hajszát, de Raident nem lehetett meggyőzni, nekik is menniük kellett. Visszatérésük után úgy döntöttek, hogy ha már Kanot nem üldözhetik, megpróbálják legalább figyelmeztetni a Föld kormányait a veszélyről ami Shao Kahn képében fenyegette a bolygót. Így elindultak haza, Washingtonba.
Raiden a páros visszaküldése után rábukkant az életéért küzdő Smoke-ra is. Kiszabadította őt, majd a barátja után küldte. Csatlakozva Sub-Zerohoz a két nindzsa elindult vissza a Lin Kuei főhadiszállására, hogy jelentsék sikertelenségüket és hogy figyelmeztessék mesterreiket Shao Kahnra.
Miután Liu Kang legyőzte Kintarot, Shang Tsung látta, hogy a harcosban megvan az, ami még talán a császár legyőzéséhez is elég, de természetesen tisztában volt azzal is, hogy Kang nem tudná megölni a császárt, de még annyira megsebesíteni sem, hogy ő, Shang Tsung átvehesse a helyét. Ezért úgy döntött, hogy életbe lépteti utolsó tervét, amivel még esélyük lehet megtámadni a Földi Birodalmat. Ehhez viszont fel kellett elevenítenie egy régi adósságot, amivel még tartozott neki valaki. Magához vette szolgáját, Reptilet és elindult az Árnybirodalomba. Mire visszatért, Shao Kahn már a hadseregét gyűjtötte a Föld ellen.
Miután Baraka elfogta, Kitana egy cellában várta, hogy mostohaapja ítélkezzen felette. A császárt lefoglalták a támadás előkészületei, amihez a visszatért Tsung szolgáltatott remek okot. Viszont Baraka folyamatos kérése miatt végül időt szakított lánya tárgyalására, ahol is a Külső Világi Bíróság Mileena hercegnő meggyilkolása miatt halálra ítélte Kitanat. Kitana a tárgyalás alatt tudta meg, mire is készül a császár, ezért elhatározta, hogy mindenáron megszökik és figyelmezteti Liu Kanget a közelgő veszélyről és elintéz egy fontos dolgot ami a Földön van készülőben...
Miután a testvére megölte, Mileena lelke az Árnybirodalomba került. Itt Shinnok felajánlotta neki, hogy visszatérhet az életbe, ha hajlandó lesz őt szolgálni. Mileena beleegyezett az alkuba. Shinnok felélesztette őt és megajándékozta azzal a képességgel, hogy halhassa volt testvére gondolatait, kihasználva azt a köteléket ami Mileena teremtésekor alakult közöttük. Egyelőre azonban még nem engedte el őt, megvárta amíg Shao Kahn terve beindul. Shinnok természetesen tudta hogy mire készül a császár és azt is, hogy a mostani események után akárki is győz, el fog jönni az ő ideje.
A Földre való visszatérése után Liu Kang és Kung Lao úgy hitték, hogy végre vége a fenyegetésnek és nekiállhatnak a Fehér Lótusz újjászervezésének. Ekkor azonban megjelent Raiden, aki nyugtalanító híreket hozott nekik a Külső Birodalomból: elmondta, mire készül Kahn és Tsung. Így a két harcosnak el kellett halasztaniuk a terveiket és felkészülni a támadásra. Az hamarosan be is következett. Sokkal hamarabb, mint azt számítani lehetett...

## Stáb
- Phillip Ahn – Shang Tsung
- Richard Divizio – Baraka
- Brian Glynn – Shao Kahn
- Anthony Marquez – Kung Lao
- Ho Sung Pak – Liu Kang
- John Parrish – Jax
- Carlos Pesina – Raiden
- Daniel Pesina – Scorpion, Sub-Zero, Reptile, Smoke, Noob Saibot, Johnny Cage
- Katalin Zamiar – Kitana, Mileena, Jade
- Steve Ritchie – Shao Kahn (hang)

## Hang
A Mortal Kombat II volt az első olyan játék, ami a Williams DCS hangrendszert használta. A Mortal Kombat II: Music from the Arcade Game pedig az első zenealbum volt, ami tartalmazta az első és a második rész összes zenéjét és 1994 júliusában került a boltokba.

## Fogadtatás
A játék megkapta az Electronic Gaming Monthly-tól 1994-ben a Legvéresebb Játék díját.